# 吳潛 (弘治進士)
吳潛（1458年—？），字顯之，江西撫州府臨川縣人，民籍，明朝政治人物。

## 生平
江西鄉試第十名舉人。弘治三年（1490年）中式庚戌科會試第九十七名，三甲第二十七名進士。

## 家族
曾祖吳仕彰，義官；祖父吳天常，封刑部主事；父吳南立，義官。母張氏。重庆下。